# San Julián de Marín
San Julián de Marín (en gallego y oficialmente, San Xián de Marín; también conocido como San Xulián de Afora, o San Xulián de Marín de Arriba) es una parroquia situada en el municipio de Marín. Según el INE, en 2024 su población era de 2 658 habitantes, 1 302 hombres y 1 356 mujeres. En el límite de la parroquia de San Julián con Mogor se encuentra el Castro de Subidá. Además, también en los límites de la parroquia, destacan el Pazo de San Pedro de A Raña y el Lago de Castiñeiras, haciendo frontera con Vilaboa.
San Julián fue la primera parroquia de Marín, y la que durante mucho tiempo dio nombre a la villa, conocida colectivamente en el pasado como San Giao dos Ancorados. Las fiestas parroquiales, en honor a la Virgen de los Remedios, se celebran en la segunda mitad de septiembre.

## Galería de imágenes

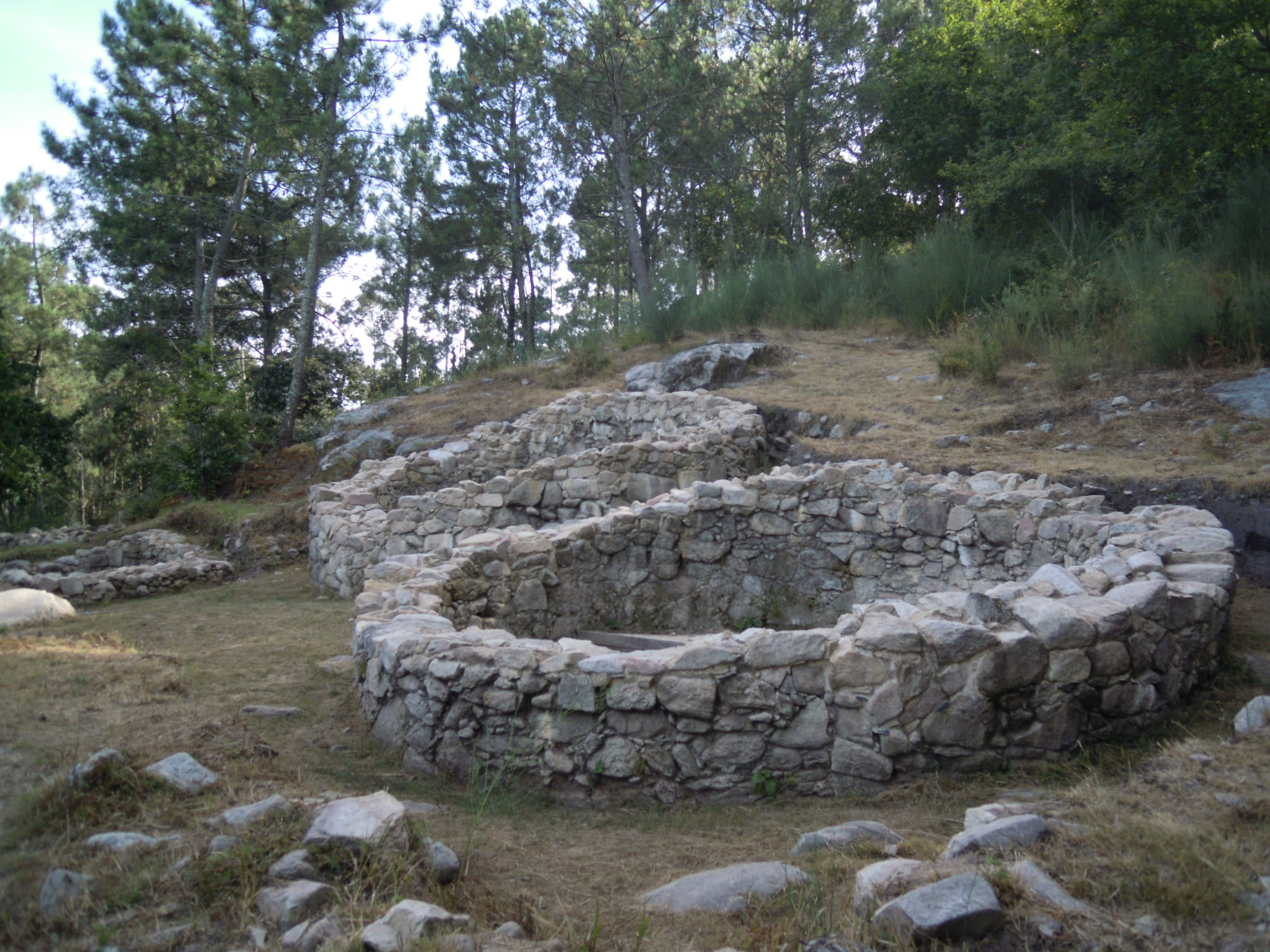
Castro de Subidá
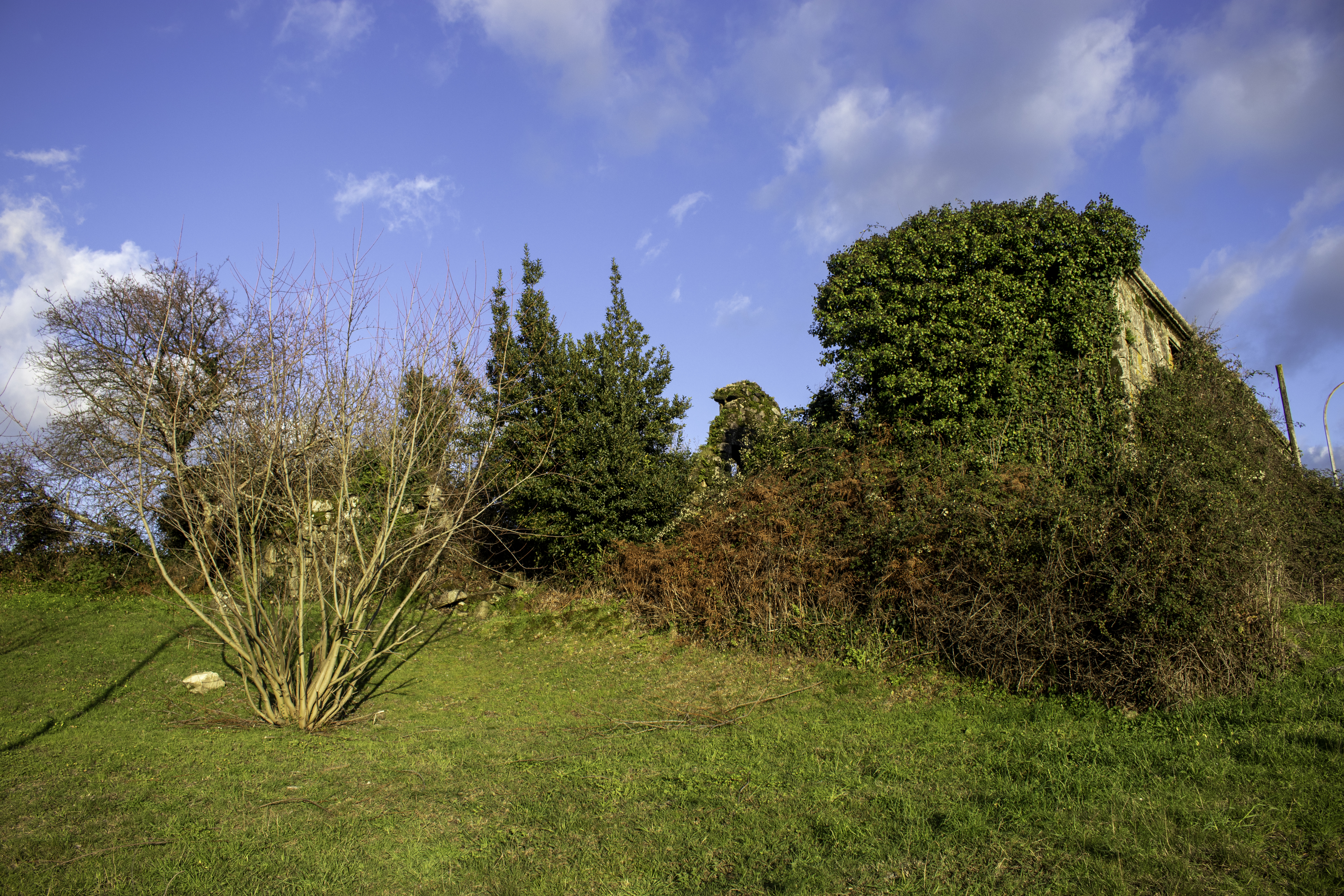
Pazo de A Raña
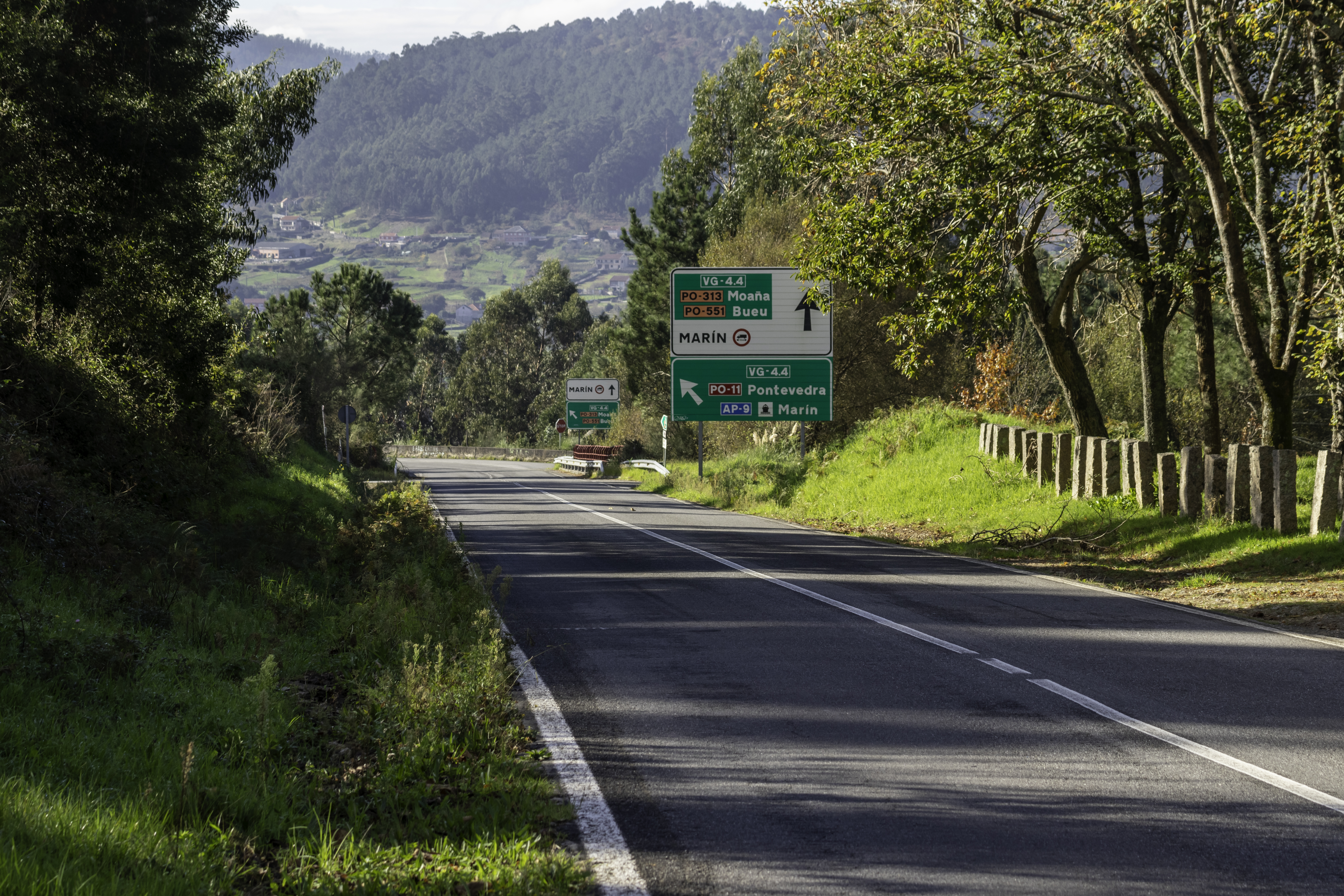
Carretera en San Julián
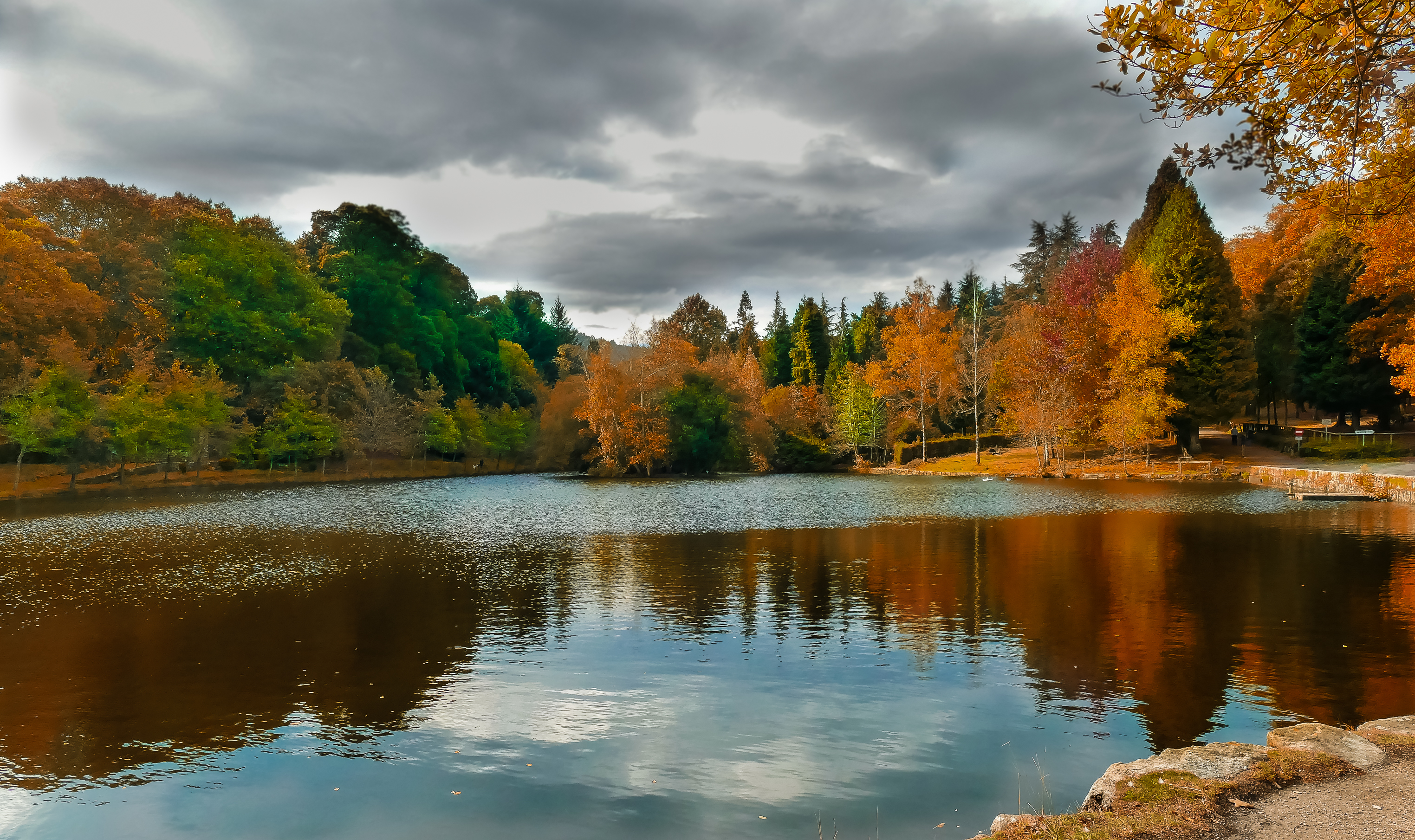
Lago de Castiñeiras